# Ignacy Iwicki (jezuita)
Ignacy Iwicki herbu Kuszaba (ur. 31 lipca 1783 w Upicie na Litwie, zm. 3 listopada 1823 w Kosowie) – polski pedagog, profesor Akademii Połockiej, ksiądz katolicki, jezuita.

## Życiorys
Syn Mateusza Iwickiego i Tekli z Dowmont – Siesickich z Dukt. Do zakonu jezuitów wstąpił 18 sierpnia 1800 w Połocku, gdzie otrzymał święcenia kapłańskie 25 stycznia 1812. Był doktorem teologii i magistrem nauk wyzwolonych, początkowo wykładał retorykę w szkołach zakonu jezuitów na Kresach. W latach 1806–1808 nauczał w Orszy, a następnie w latach 1808-1809 w Mścisławiu. Po utworzeniu Akademii Połockiej Iwicki został profesorem tej uczelni. Wykładał w Połocku literaturę łacińską i polską, poetykę, retorykę (świecką i kościelną) oraz historię powszechną. Po wypędzeniu jezuitów z granic państwa rosyjskiego był duszpasterzem w Brzozowie (1820-1821), Podkamieniu (1821-1822) i wreszcie w Kosowie (1822-1823). Był też jednym z redaktorów Miesięcznika Połockiego, na łamach którego publikował eseje filozoficzne.
Ignacy Iwicki był stryjem tłumacza i pedagoga Ignacego Iwickiego.